# 16. ceremonia wręczenia Oscarów
16. ceremonia rozdania Oscarów odbyła się 2 marca 1944 roku w Grauman’s Chinese Theater w Los Angeles.

## Laureaci i zwycięzcy
Dla wyróżnienia zwycięzców poszczególnych kategorii, napisano ich pogrubioną czcionką oraz umieszczono na przedzie (tj. poza kolejnością nominacji na oficjalnych listach).

### Najlepszy Film
- wytwórnia: Warner Bros. − Casablanca
- wytwórnia: Paramount Pictures − Komu bije dzwon
- wytwórnia: 20th Century Fox − Niebiosa mogą zaczekać
- wytwórnia: Metro-Goldwyn-Mayer − Komedia ludzka
- wytwórnia: Two Cities − Nasz okręt
- wytwórnia: Metro-Goldwyn-Mayer − Curie-Skłodowska
- wytwórnia: Columbia Pictures − Wesoły sublokator
- wytwórnia: 20th Century Fox − Zdarzenie w Ox-Bow
- wytwórnia: 20th Century Fox − Pieśń o Bernadette
- wytwórnia: Warner Bros. − Straż nad Renem

### Najlepszy Aktor
- Paul Lukas − Straż nad Renem
- Humphrey Bogart − Casablanca
- Gary Cooper − Komu bije dzwon
- Walter Pidgeon − Curie-Skłodowska
- Mickey Rooney − Komedia ludzka

### Najlepsza Aktorka
- Jennifer Jones − Pieśń o Bernadette
- Jean Arthur − Wesoły sublokator
- Ingrid Bergman − Komu bije dzwon
- Joan Fontaine − Wierna nimfa
- Greer Garson − Curie-Skłodowska

### Najlepszy Aktor Drugoplanowy
- Charles Coburn − Wesoły sublokator
- Charles Bickford − Pieśń o Bernadette
- J. Carrol Naish − Sahara
- Claude Rains − Casablanca
- Akim Tamiroff − Komu bije dzwon

### Najlepsza Aktorka Drugoplanowa
- Katina Paksinu − Komu bije dzwon
- Gladys Cooper − Pieśń o Bernadette
- Paulette Goddard − Bohaterki Pacyfiku
- Anne Revere − Pieśń o Bernadette
- Lucile Watson − Straż nad Renem

### Najlepszy Reżyser
- Michael Curtiz − Casablanca
- Ernst Lubitsch − Niebiosa mogą zaczekać
- Clarence Brown − Komedia ludzka
- George Stevens − Wesoły sublokator
- Henry King − Pieśń o Bernadette

### Najlepszy Scenariusz Oryginalny
- Norman Krasna − Księżniczka O’Rourke
- Dudley Nichols − Mściwy jastrząb
- Noël Coward − Nasz okręt
- Lillian Hellman − Blask na wschodzie
- Allan Scott − Bohaterki Pacyfiku

### Najlepsze materiały do scenariusza
- William Saroyan − Komedia ludzka
- Guy Gilpatric − Konwój
- Steve Fisher − Cel: Tokio
- Robert Russell i Frank Ross − Wesoły sublokator
- Gordon McDonell − Cień wątpliwości

### Najlepszy Scenariusz Adaptowany
- Julius J. Epstein, Philip G. Epstein i Howard Koch − Casablanca
- Nunnally Johnson − Holy Matrimony
- Robert Russell, Frank Ross, Richard Flournoy i Lewis R. Foster − Wesoły sublokator
- George Seaton − Pieśń o Bernadette
- Dashiell Hammett − Straż nad Renem

### Najlepsze Zdjęcia

#### Film Czarno-Biały
- Arthur C. Miller − Pieśń o Bernadette
- James Wong Howe, Elmer Dyer i Charles A. Marshall − Mściwy jastrząb
- Arthur Edeson − Casablanca
- Tony Gaudio − Corvette K-225
- John F. Seitz − Pięć grobów na drodze do Kairu
- Harry Stradling − Komedia ludzka
- Joseph Ruttenberg − Curie-Skłodowska
- James Wong Howe − Blask na wschodzie
- Rudolph Maté − Sahara
- Charles Lang − Bohaterki Pacyfiku

#### Film Kolorowy
- Hal Mohr i W. Howard Greene − Upiór w operze
- Ray Rennahan − Komu bije dzwon
- Edward Cronjager − Niebiosa mogą zaczekać
- Charles G. Clarke i Allen Davey − Hello, Frisco, Hello
- Leonard Smith − Lassie, wróć!
- George Folsey − Thousands Cheer

### Najlepsza Scenografia i Dekoracja Wnętrz

#### Film Czarno-Biały
- James Basevi, William S. Darling i Thomas Little − Pieśń o Bernadette
- Hans Dreier, Ernst Fegte i Bertram Granger − Pięć grobów na drodze do Kairu
- Albert S. D’Agostino, Carroll Clark, Darrell Silvera i Harley Miller − Flight for Freedom
- Cedric Gibbons, Paul Groesse, Edwin B. Willis i Hugh Hunt − Curie-Skłodowska
- Carl Weyl i George J. Hopkins − Mission to Moscow
- Perry Ferguson i Howard Bristol − Blask na wschodzie

#### Film Kolorowy
- John B. Goodman, Alexander Golitzen, Russell A. Gausman i Ira S. Webb − Upiór w operze
- Hans Dreier, Haldane Douglas i Bertram Granger − Komu bije dzwon
- James Basevi, Joseph C. Wright i Thomas Little − The Gang’s All Here
- John Hughes, John Koenig i George J. Hopkins − To jest armia
- Cedric Gibbons, Daniel Cathcart, Edwin B. Willis i Jacques Mersereau − Thousands Cheer

### Najlepszy Dźwięk
- RKO Radio Studio Sound Department, reżyser dźwięku: Stephen Dunn − To jest mój kraj
- Sound Service, Inc., reżyser dźwięku: Jack Whitney − Kaci także umierają
- Republic Studio Sound Department, reżyser dźwięku: Daniel J. Bloomberg − Wojny drapieżców
- Metro-Goldwyn-Mayer Studio Sound Department, reżyser dźwięku: Douglas Shearer − Curie-Skłodowska
- Samuel Goldwyn Studio Sound Department, reżyser dźwięku: Thomas T. Moulton − Blask na wschodzie
- Universal Studio Sound Department, reżyser dźwięku: Bernard B. Brown − Upiór w operze
- Paramount Studio Sound Department, reżyser dźwięku: Loren L. Ryder − Riding High
- Columbia Studio Sound Department, reżyser dźwięku: John Livadary − Sahara
- Walt Disney Studio Sound Department, reżyser dźwięku: C.O. Slyfield − Saludos Amigos
- RCA Sound, reżyser dźwięku: J.L. Fields − So This Is Washington
- 20th Century-Fox Studio Sound Department, reżyser dźwięku: E.H. Hansen − Pieśń o Bernadette
- Warner Bros. Studio Sound Department, reżyser dźwięku: Nathan Levinson − To jest armia

### Najlepsza Piosenka
- „You'll Never Know” − Hello, Frisco, Hello − muzyka: Harry Warren, słowa: Mack Gordon
- „A Change of Heart” − Hit Parade of 1943 − muzyka: Jule Styne, słowa: Harold Adamson
- „Happiness Is a Thing Called Joe” − Cabin in the Sky − muzyka: Harold Arlen, słowa: E.Y. Harburg
- „My Shining Hour” − The Sky’s the Limit − muzyka: Harold Arlen, słowa: Johnny Mercer
- „Saludos Amigos” − Saludos Amigos − muzyka: Charles Wolcott, słowa: Ned Washington
- „Say a Pray'r for the Boys Over There” − Hers to Hold − muzyka: Jimmy McHugh, słowa: Herb Magidson
- „That Old Black Magic” − Star Spangled Rhythm − muzyka: Harold Arlen, słowa: Johnny Mercer[2]
- „They're Either Too Young or Too Old” − Thank Your Lucky Stars − muzyka: Arthur Schwartz, słowa: Frank Loesser
- „We Mustn't Say Goodbye” − Stage Door Canteen − muzyka: James Monaco, słowa: Al Dubin
- „You'd Be So Nice To Come Home To” − Something to Shout About − muzyka i słowa: Cole Porter

### Najlepsza Muzyka

#### Dramat
- Alfred Newman − Pieśń o Bernadette
- Frank Skinner i Hans J. Salter − The Amazing Mrs. Holliday
- Max Steiner − Casablanca
- Morris Stoloff i Louis Gruenberg − Commandos Strike at Dawn
- Roy Webb i C. Bakaleinikoff − The Fallen Sparrow
- Victor Young − Komu bije dzwon
- Hanns Eisler − Kaci także umierają
- Phil Boutelje − Hi Diddle Diddle
- Walter Scharf − Wojny drapieżców
- Leigh Harline − Johnny włóczęga
- Gerard Carbonara − The Kansan
- Arthur Lange − Dama z rewii
- Herbert Stothart − Curie-Skłodowska
- Dimitri Tiomkin − Księżyc i miedziak
- Aaron Copland − Blask na wschodzie
- Edward H. Plumb, Paul J. Smith i Oliver G. Wallace − Victory through Air Power

#### Musical
- Ray Heindorf − To jest armia
- Alfred Newman − Coney Island
- Walter Scharf − Hit Parade of 1943
- Edward Ward − Upiór w operze
- Charles Wolcott, Edward H. Plumb i Paul J. Smith − Saludos Amigos
- Leigh Harline − The Sky’s the Limit
- Morris Stoloff − Something to Shout About
- Frederic E. Rich − Stage Door Canteen
- Robert Emmett Dolan − Star Spangled Rhythm
- Herbert Stothart − Thousands Cheer

### Najlepszy Montaż
- George Amy − Mściwy jastrząb
- Owen Marks − Casablanca
- Doane Harrison − Pięć grobów na drodze do Kairu
- Sherman Todd i John Link − Komu bije dzwon
- Barbara McLean − Pieśń o Bernadette

### Najlepsze Efekty Specjalne
- wizualne: Fred Sersen, dźwiękowe Roger Heman − Zanurzenie alarmowe
- wizualne: Hans Koenekamp, Rex Wimpy, dźwiękowe Nathan Levinson − Mściwy jastrząb
- wizualne: Vernon L. Walker, dźwiękowe James G. Stewart i Roy Granville − Bombardier
- wizualne: Clarence Slifer i R.O. Binger, dźwiękowe Thomas T. Moulton − Blask na wschodzie
- wizualne: Gordon Jennings i Farciot Edouart, dźwiękowe George Dutton − Bohaterki Pacyfiku
- wizualne: A. Arnold Gillespie i Donald Jahraus, dźwiękowe Michael Steinore − Stand By for Action

### Najlepszy Krótkometrażowy Film Animowany
- Frederick Quimby − Mysz Na Wojnie (z serii Tom i Jerry)
- Walter Lantz − The Dizzy Acrobat (z serii Woodym Woodpeckerze)
- George Pal − The 500 Hats of Bartholomew Cubbins (z serii Puppetoons)
- Leon Schlesinger − Greetings Bait! (z serii Zwariowane melodie)
- Dave Fleischer − Imagination (z serii A Color Rhapsody)
- Walt Disney − Reason and Emotion

### Najlepszy Krótkometrażowy Film na Jednej Rolce
- Grantland Rice − Amphibious Fighters
- Gordon Hollingshead − Cavalcade of Dance with Veloz and Yolanda
- Edmund Reek − Champions Carry On
- Ralph Staub − Hollywood in Uniform
- Pete Smith − Seeing Hands

### Najlepszy Krótkometrażowy Film na Dwóch Rolkach
- Jerry Bresler and Sam Coslow − Heavenly Music
- Frederic Ullman Jr. − Letter to a Hero
- Walter MacEwen − Mardi Gras
- Gordon Hollingshead − Women at War

### Najlepszy Film Dokumentalny

#### Krótkometrażowy
- United States Navy − December 7th
- Australian Department of Information Film Unit − Bismarck Convoy Smashed
- RKO Radio Pictures − Children of Mars
- Metro-Goldwyn-Mayer − Plan for Destruction
- United States Office of War Information Overseas Motion Picture Bureau − Swedes in America
- Walter Wanger − To the People of the United States
- United States Navy Bureau of Aeronautics − Tomorrow We Fly
- The March of Time − Youth in Crisis

nominacje nieoficjalne:
- United States Office of War Information Domestic Motion Picture Bureau − Day of Battle
- National Film Board of Canada − The Dutch Tradition
- British Ministry of Information − Kill or Be Killed
- National Film Board of Canada − The Labor Front
- Polish Information Centre − Land of My Mother
- United States Army 4th Signal Photographic Unit − Letter from Livingston
- United States Army Pictorial Service − Life Line
- United States Coast Guard − Task Force
- United States Department of War − The Rear Gunner
- Union of South Africa − Servant of a Nation
- Warner Bros. − The Voice That Thrilled the World
- Walt Disney − Water--Friend or Enemy
- United States Army Air Force 1st Motion Picture Unit − Wings Up

#### Pełnometrażowy
- British Ministry of Information − Zwycięstwo na pustyni
- United States Army − Baptism of Fire
- United States Department of War Special Service Division − The Battle of Russia
- United States Army Pictorial Service − Report from the Aleutians
- United States Office of Strategic Services Field Photographic Bureau − War Department Report

nominacje nieoficjalne:
- United States Army Pictorial Service − For God and Country
- British Ministry of Information − Silent Village
- Negro Marches On, Inc. − We've Come a Long, Long Way

### Oscary honorowe i specjalne
- George Pal – za całokształt twórczości reżyserskiej

### Nagroda im. Irvinga G. Thalberga
- Hal B. Wallis

### Nagrody Naukowe i Techniczne

#### Klasa II
- Farciot Edouart, Earle Morgan, Barton Thompson i Paramount Studio Engineering and Transparency Departments − za rozwój i praktyczne zastosowanie w produkcji filmowej metody powielania i powiększania zdjęć kolorowych przedstawiających naturę, przesyłania obrazu na szklane płytki i wyświetlania slajdów za pomocą specjalnie zaprojektowanego rzutnika
- Photo Products Department, E. I. duPont de Nemours and CO. Inc. − za rozwój drobnoziarnistej taśmy filmowej

#### Klasa III
- Daniel J. Bloomberg i Republic Studio Sound Department − za projekt i rozwój niedrogiej techniki konwersji Moviolas do odtwarania push-pull Klasy B [Dźwięk]
- Charles Galloway Clakre i 20th Century Fox Studio Camera Department − za opracowanie i praktyczne zastosowanie urządzenia do tworzenia sztucznych chmur w scenach filmowych podczas zdjęć produkcyjnych [Fotografia]
- Farciot Edouart i Paramount Studio Transparency Department − dla automatycznego elektrycznego zegara sterującego przejrzystością. [Fotografia specjalna]
- Willard H. Turner i RKO Radio Studio Sound Department − za projekt i wykonanie rozrusznika gramofonowego. [Dźwięk]